# Australluma
Die Pflanzengattung Australluma gehört zur Unterfamilie der Seidenpflanzengewächse (Asclepiadoideae) in der Familie der Hundsgiftgewächse (Apocynaceae). Diese Gattung enthält nur zwei sukkulente Arten.

## Beschreibung

### Vegetative Merkmale
Australluma-Arten wachsen als stammsukkulente ausdauernde Pflanzen. Die sukkulenten, nur 3 bis 5 mm breiten, blau-grünen, zylindrischen Sprossachsen sind glatt, besitzen vier gerundeten Kanten und erreichen Wuchshöhen von 20 bis 30 cm. Sie enthalten klaren Milchsaft. Es werden unterirdische, bis zu 8 mm dicke Rhizome ausgebildet. Es kommt vor, dass alle oberirdischen Pflanzenteile absterben und nach der Trockenzeit wieder neue oberirdische Sprossachsen ausgebildet werden.
Die gegenständigen, zu sukkulenten, eiförmigen, 1 mm langen Schuppen reduzierten Blätter fallen früh ab. Die Nebenblätter sind zu eiförmigen Drüsen umgebildet.

### Generative Merkmale
An den Internodien auf der Sprossachse verteilt stehen pseudodoldige Blütenstände mit jeweils nur ein oder zwei Blüten ohne Deckblätter. und Blütenstiele sind glatt. Die geruchlosen (Ausnahme unter den verwandten Gattungen) Blüten sind zwittrig, radiärsymmetrisch, fünfzählig mit einem doppelten Perianth. Die fünf Kelchblätter sind auf beiden Seiten unbehaart. Die fünf 4 bis 6 mm langen Kronblätter sind flach ausgebreitet mit zurückgebogenen Rändern der Kronlappen und zwischen einem Viertel bis zur Hälfte ihrer Länge verwachsen mit 200 bis 500 µm langen Haaren (Trichomen) gleichmäßig auf der Oberfläche verteilt. Die Innenseite der Kronblätter ist grün mit purpurfarbenen Flecken und die Außenseite ist einfarbig grün. Die bräunliche Nebenkrone ist in staminale und interstaminale Nebenkrone gegliedert. Die aufrechten Pollinien sind breit ellipsoid. Es sind zwei glatte, freie, oberständige Fruchtblätter vorhanden. Der Narbenkopf ist weiß. Es wird Nektar gebildet.
Die meist paarig zusammen stehenden und sind auch bei Reife nicht untereinander verwachsenen Balgfrüchte besitzen stumpfe Kanten und sind schlank.
Die Chromosomenzahlen betragen 2n = 22.

## Systematik und Verbreitung
Diese Gattung kommt nur in der Capensis vor. Australluma peschii gedeiht nur in Sommerregen-Gebieten in Namibia.
Die Gattung Caralluma R.Br. wurde 1995 von Darrel Charles Herbert Plowes in A reclassification of Caralluma R.Brown (Stapelieae: Asclepiadaceae). in Haseltonia, 3, 1995, S. 49–70 in acht Gattungen aufteilt und die Gattung Australluma Plowes neu aufgestellt. Typusart ist Australluma peschii (Nel) Plowes.
Die Gattung Australluma gehört zur Subtribus Stapeliinae aus der Tribus Ceropegieae in der Unterfamilie Asclepiadoideae innerhalb der Familie der Apocynaceae.
Es gibt derzeit zwei Australluma-Arten:
- Australluma peschii (Nel) Plowes (Syn.: Caralluma peschii Nel)
- Australluma ubomboensis (I.Verd.) Bruyns (Syn.: Caralluma ubomboensis I.Verd., Pachycymbium ubomboensis (I.Verd.) M.G.Gilbert)